# Pelinobius muticus
Pelinobius muticus là một loài nhện thuộc chi đơn loài Pelinobius trong họ Theraphosidae. 

## Hình ảnh

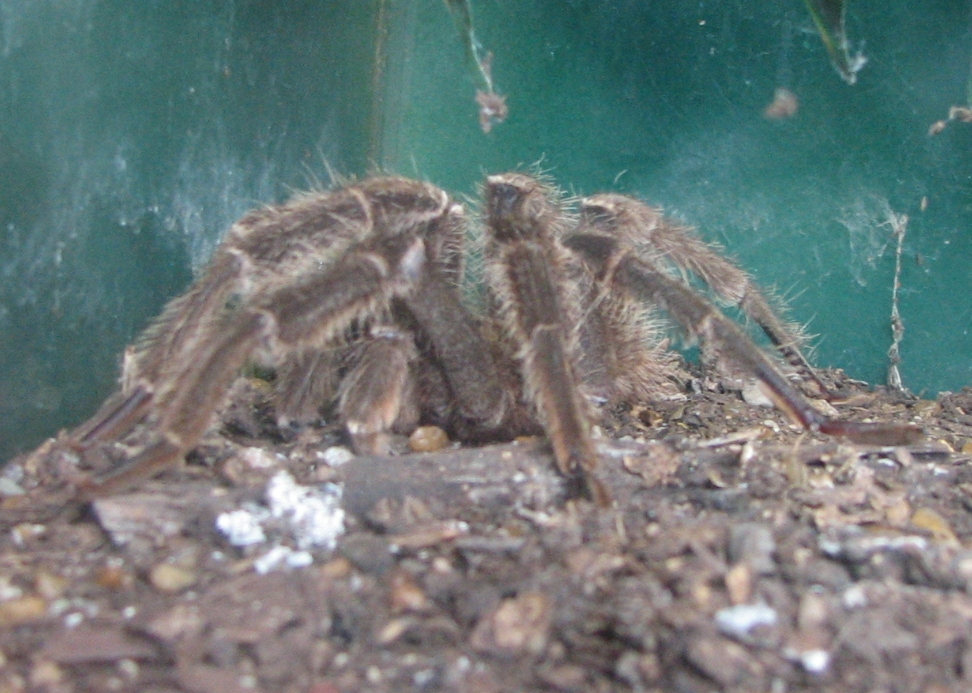
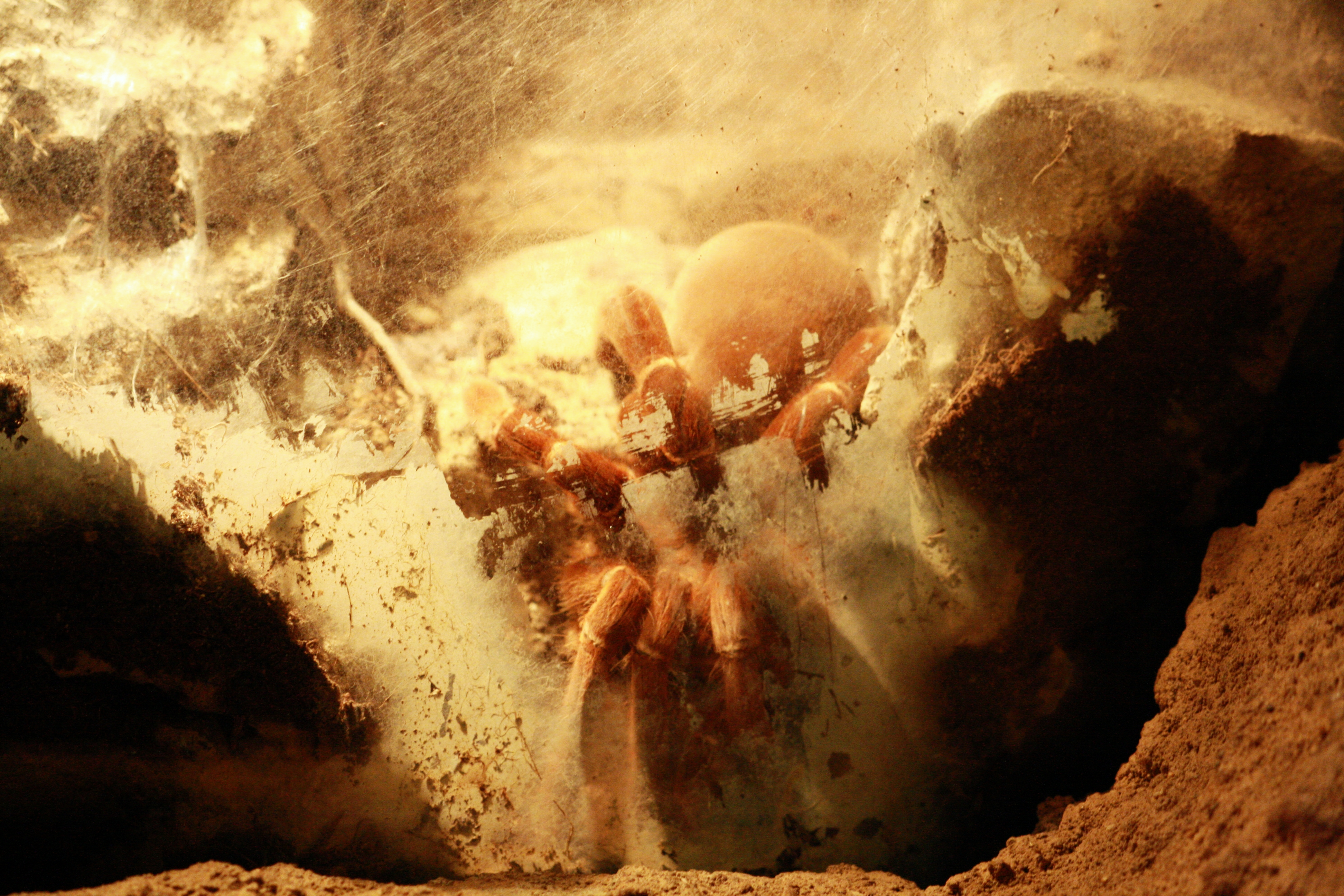